# Metaemene maculata
Metaemene maculata là một loài bướm đêm trong họ Erebidae.